# Union générale des étudiants de Tunisie
Ne doit pas être confondu avec Union générale tunisienne des étudiants.
L'Union générale des étudiants de Tunisie (arabe : الاتحاد العام لطلبة تونس) ou UGET est un syndicat étudiant destiné à représenter les étudiants tunisiens et contribuer avec les autres organisations au développement du pays.

## Histoire

### Fondation en 1952
L'UGET est constituée en 1952 sous l'impulsion du Néo-Destour ; son premier congrès se tient à Paris. Les années 1950 voient monter au sein de l'UGET une culture et un discours politique anti-impérialiste et anticolonialiste, qui s'expriment dès son premier congrès puis se développent dans les articles de sa revue Attaleb Atounsi (L'Étudiant tunisien) et ses communiqués, et s'amplifie avec la guerre d'indépendance algérienne démarrée en novembre 1954.

### Fusion de 1956
Après l'indépendance de la Tunisie, le président Habib Bourguiba tient à en faire le seul organisme représentatif des étudiants. Par conséquent, la Voix de l'étudiant, organisation zitounienne, est absorbée.

### Virage de janvier 1961

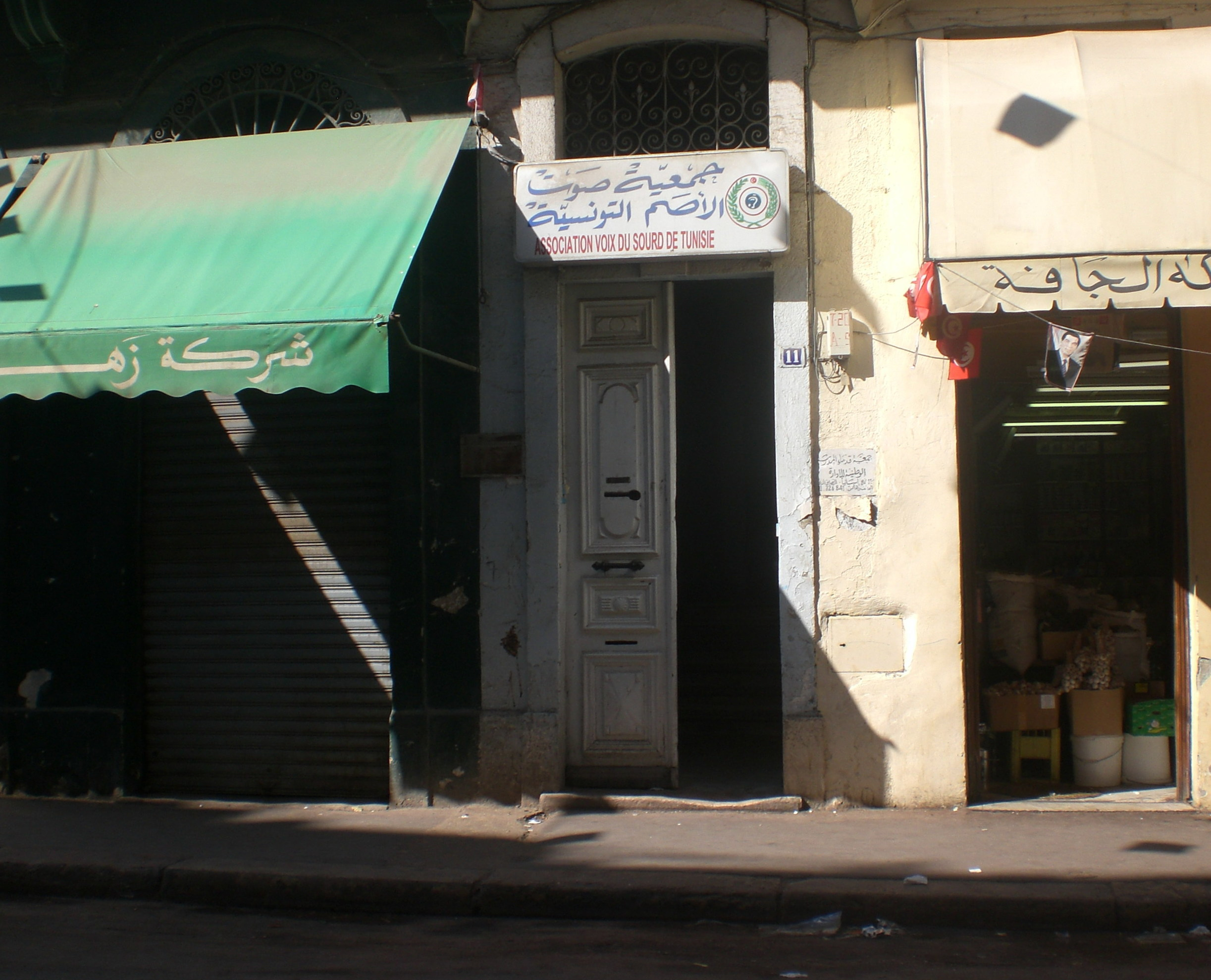
Siège historique de l'UGET au numéro 11 de la rue d'Espagne à Tunis.

Organe proche du pouvoir, l'UGET commence cependant à adopter progressivement une position critique vis-à-vis du gouvernement de Bourguiba. La commission administrative réunie les 2 et 3 janvier 1961 demande ainsi la nationalisation des secteurs clés de l'économie nationale, en particulier les mines, la réalisation d'une réforme agraire assurant la répartition des terres selon un critère de justice sociale et en sauvegardant une bonne rentabilité par la généralisation du système coopératif, et la création d'un cercle d'études économiques. 
Peu après, le 17 janvier 1961 à Kairouan, un groupe de fidèles réunis au sein de la Grande Mosquée assiège le bureau du gouverneur de la ville, Amor Chachia, proche de Bourguiba. Dès octobre 1960, il s'était élevé contre le prêche du 16 septembre 1960 de l'imam Khelif, nommé quatre ans plus tôt, vilipendant la sortie des femmes. La tension est aggravée par l'autorisation de tourner un film en plein ramadan dans la mosquée au cours duquel des pratiques « profanatoires » sont alléguées. De violentes manifestations de rue dégénèrent en destruction de la maison du Néo-Destour et d'une ambulance. L'intervention musclée de la police entraîne 137 inculpations, deux condamnations à la prison à perpétuité et huit victimes, même si le bilan des morts demeure inconnu.
Au sein du syndicat étudiant, des voix discordantes commencent à se faire entendre et rapidement des « pressions ont été exercées en vue du renversement du bureau de la section de Grenoble ».

### Scission de 1963
La volonté des militants destouriens d'annexer l'UGET à partir de janvier 1963 se heurte à la section française, où militent des étudiants formés au Parti communiste tunisien, mais aussi des trotskistes, ou encore des panarabistes. Le conflit entre la direction du syndicat en Tunisie et la section française se termine par l'exclusion en juin 1963 des militants de la seconde. Ces derniers fondent en octobre 1963, à la résidence universitaire d'Antony, un nouveau syndicat qu'ils baptisent « Groupe d'étude et d'action socialiste tunisien » (GEAST), pour signifier une ligne de gauche, mais « sans réelle détermination idéologique ni ligne politique précise ». Deux de ses militants, Mustapha Khayati, étudiant en philosophie à l'université de Strasbourg dans la première moitié des années 1960, et Béchir Tlili, militant des groupes jeunes de Pouvoir ouvrier dès 1961, participent à cette tendance du syndicat et son journal.

### JournalPerspectiveset premières émeutes
La nouvelle organisation se donne pour mission de comprendre la situation socioéconomique et politique de la Tunisie et de formuler des alternatives crédibles. Le GEAST publie dès sa fondation la revue Perspectives tunisiennes,, dont les articles analysent en détail « l'inconsistance des réformes mises en œuvre par le régime » de Bourguiba. Très vite, le GEAST se fait ainsi appeler Perspectives. Le premier numéro, en décembre 1963, dénonce « la misère sévissant dans le monde rural » sous l'expression de « la condition agraire ». Les numéros suivants abordent ensuite d'autres thèmes sociaux, le « problème syndical », « la classe ouvrière », « l'autocensure des intellectuels » et les grandes controverses de l'époque, puis dénoncent plus globalement le pouvoir de Bourguiba, qualifié de « capitalisme d'État ». Le GEAST milite ouvertement pour l'indépendance de l'UGET à l'égard du régime. En 1964, dans le village de Cherahil, près de Moknine dans le Sahel tunisien, les militants réunis pour un congrès de l'UGET tiennent une réunion au cours de laquelle est voté le déplacement du centre de gravité de Paris vers la Tunisie, ce qui débouche sur une manifestation, racontée dans Perspectives tunisiennes, qui regroupe entre 500 et 700 étudiants le 15 février 1965 pour protester contre les conditions d'études. Le 14 décembre 1966, deux étudiants sont arrêtés à cause d'une altercation avec un agent de la Société nationale des transports, les protestations virant à l'émeute, avec 200 étudiants arrêtés et neuf condamnés, parmi lesquels cinq dirigeants du GEAST.

### Événements de 1967-1968
L'année suivante, la défaite des armées arabes (Égypte, Syrie et Jordanie) lors de la guerre des Six Jours voient une montée du panarabisme et de l'Organisation de libération de la Palestine, qui radicalisent en partie le militantisme étudiant tunisien.
Début 1968, le positionnement anti-colonial et anti-impérialiste de l'UGET la mobilise contre la venue du Sud-Vietnamien Tran Van Do (vi), « prétendu ministre des Affaires étrangères du fantoche gouvernement de Saïgon », avec une série de grèves étudiantes et d'affrontements avec la police du 8 au 11 janvier, soutenues par d'autres parties de la société. La mobilisation étudiante est ainsi accompagnée d'une campagne d'affichage sauvage et de distribution de tracts dans les quartiers populaires. Ensuite, du 13 au 19 mars 1968, se déroule une grande grève générale au cours de laquelle se créé un comité estudiantin dominé par Perspectives qui exige une gestion tripartite de l'université, partagée avec les enseignants et l'administration. Cette revendication est satisfaite par le pouvoir et le comité de coordination étudiante demande d'arrêter immédiatement les manifestations, pour se prémunir contre « la répression, y compris la violence physique brutale », mais se déchire entre les communistes et indépendants, qui le proposent, et les autres.
Cette division est exploitée par Habib Bourguiba et, au petit matin du 20 mars 1968, plusieurs centaines de personnes sont arrêtées dont une partie subit « l'usage systématique des techniques de torture avilissantes et brutales les plus diversifiées », qui fait que la Tunisie ne participe pas pleinement et sereinement à ce qui se passe en France en mai 68. Une juridiction d'exception, la Cour de sûreté de l'État, condamne au cours de l'été les militants à de lourdes peines de prison ferme, variant de quelques mois à seize ans et demi. Parmi les condamnés figurent 94 militants perspectivistes, sept communistes et 27 baathistes.

### Congrès de 1971
Toutefois, ce n'est qu'en 1971, lors du congrès de Korba, que les opposants à l'inféodation de l'UGET au Parti socialiste destourien au pouvoir deviennent majoritaires et refusent la tutelle du gouvernement. Des actes de violence et d'anarchie empêchent l'achèvement de ce 18e congrès. La crise atteint son paroxysme avec la révolte étudiante du 5 février 1972.
Pour les pro-destouriens, c'est un congrès légal à la suite duquel ils organisent un 19e et un 20e congrès dont ils sont pourtant les seuls à reconnaître la légitimité. Pendant 17 ans, l'université tunisienne est un terrain de luttes interminables entre les pro-destouriens, désormais marginalisés, et les opposants de différentes sensibilités (communistes, nationalistes et baathistes puis aussi trotskistes, maoïstes et islamistes).

### Régime de Ben Ali
Après l'arrivée au pouvoir du président Zine el-Abidine Ben Ali, le 7 novembre 1987, les opposants arrivent à tenir un « 18e congrès extraordinaire » entre le 30 avril et le 2 mai 1988. Samir Lâabidi, futur ministre du président Ben Ali, est élu secrétaire général de l'UGET. L'adhésion est toujours refusée aux pro-destouriens qui, par un retournement de l'histoire et grâce à la dépolitisation des étudiants et le renouvellement du Rassemblement constitutionnel démocratique (RCD) finissent par devenir majoritaires au sein des instances représentatives. L'UGET, minée par les luttes internes, est depuis incapable de tenir son congrès. Elle est divisée en deux grands courants, l'un ayant accepté des négociations avec le régime de Ben Ali et l'autre s'y étant opposé. Comme au sein de l'UGTT, la direction du syndicat était plus proche politiquement du gouvernement que sa base.
La lutte est reportée sur la représentation au sein des conseils scientifiques des établissements universitaires où l'écrasante majorité des sièges est longtemps remportée par les étudiants destouriens de l'Organisation des étudiants du RCD.

### Période post-révolutionnaire
Après la révolution de 2011, le 15 mars 2012, l'UGET remporte les élections des conseils scientifiques en obtenant 175 sièges sur 485, soit 36 % du total, contre 152 sièges pour l'Union générale tunisienne des étudiants, soit 31,3 % du total.
Lors des préparatifs de son 25e congrès, l'UGET se trouve divisée entre deux tendances : d'un côté les syndicalistes radicaux (extrême gauche), les étudiants nationalistes, les baathistes et les patriotes démocrates à l'université (Wataj), de l'autre les étudiants proches du Parti des travailleurs, du Parti unifié des patriotes démocrates, du parti Taliâa (d'avant-garde) arabe démocratique (baathistes), du Parti socialiste, de la Voie démocratique et sociale, de la Ligue de la gauche ouvrière, etc. La première tendance tient son congrès les 24 et 25 mai 2013, élisant un bureau avec à sa tête pour la première fois une étudiante, Ameni Sassi,. Un deuxième congrès se tient au même endroit, la faculté de droit de Tunis, et élit un autre bureau dont le secrétaire général, Wael Naouar, est proche du Parti des travailleurs.
Le 1er mars 2018, c'est l'UGTE qui remporte les élections des conseils scientifiques, avec 266 sièges sur 542 soit 49 % du total, alors que l'UGET en obtient 147 soit 27 %, le reste, 127 sièges, revenant à des étudiants indépendants ou appartenant à d'autres organisations .

## Congrès
| Congrès              | Date                       | Lieu          | Dirigeant           |
| -------------------- | -------------------------- | ------------- | ------------------- |
| 1er                  | 10-13 juillet 1953         | Paris         | Mustapha Abdessalem |
| 2e                   | 14-15 juillet 1954         | Nice          | Mansour Moalla      |
| 3e                   | 23 juillet 1955            | Tunis         | Abdelmajid Chaker   |
| 4e                   | 1er-4 octobre 1956         | Bir El Bey    | Hafedh Tarmiz       |
| 5e                   | 20-24 août 1957            | Tunis         | Tahar Belkhodja     |
| 6e                   | 12-16 août 1958            | La Marsa      | Tahar Belkhodja     |
| 7e                   | 20-24 août 1959            | Tunis         | Mongi Kooli         |
| 8e                   | 9-13 août 1960             | Radès         | Mohamed Sayah       |
| 9e                   | 28 août-1er septembre 1961 | Carthage      | Mohamed Sayah       |
| 10e                  | 13-17 août 1962            | Bizerte       | Abdelhamid Ammar    |
| 11e                  | 15-20 août 1963            | Le Kef        | Mokhtar Zannad      |
| 12e                  | 17-23 août 1964            | Monastir      | Abdelaziz Ghachem   |
| 13e                  | 17-22 août 1965            | Nabeul        | Abdelhay Chouikha   |
| 14e                  | 9-15 août 1966             | Tabarka       | Mohamed Ben Ahmed   |
| 15e                  | 10-17 août 1967            | Gabès         | Slim Aloulou        |
| 16e                  | 12-17 août 1968            | Menzel Temime | Mahjoub Guerfali    |
| 17e                  | 4-8 août 1969              | Mahdia        | Aïssa Baccouche     |
| 18e (non achevé)     | 12-20 août 1971            | Korba         | Habib Chaghal       |
| 18e (extraordinaire) | 30 avril-2 mai 1988        | Tunis         | Samir Lâabidi       |
| 19e                  | octobre 1989               | Tunis         | Samir Hammouda      |
| 20e                  | août 1991                  | Tunis         | Naoufel Ziadi       |
| 21e                  | novembre 1993              | Tunis         | Naoufel Ziadi       |
| 22e                  | janvier 1997               | Tunis         | Assef Yahyaoui      |
| 23e                  | janvier 2000               | Tunis         | Ezzeddine Zaâtour   |
| 24e                  | juillet 2013               | Tunis         | Ezzeddine Zaâtour   |
| 25e                  | 24-25 mai 2013             | Tunis         | Ameni Sassi         |
| 25e                  | 25-26 mai 2013             | Tunis         | Wael Naouar         |
| 26e                  | 10-12 mars 2017            | Tunis         | Nidhal Khadraoui    |
| 27e                  | 3-5 mai 2019               | Tunis         | Warda Atig          |
| 28e                  | 25-26 mai 2024             | Tunis         | Montassar Ben Salem |

## Direction
Au cours des trois premiers congrès, le premier responsable porte le titre de président et se trouve épaulé par un secrétaire général. Les trois secrétaires généraux ont été Abdelhakim Abdeljaoued (1953), Hamed Karoui (1954) et Mohamed Ben Abdesselem (1955). Mohamed Sayah a pour sa part fait partie de cinq bureaux différents : deux fois en tant que secrétaire général et trois fois en tant que membre chargé de l'information.
Parmi les premiers responsables de l'UGET, six sont devenus ministres (Moalla, Chaker, Belkhodja, Kooli, Sayah et Laâbidi), un est devenu secrétaire d'État (Ben Ahmed), deux gouverneurs (Zannad et Aloulou) et un ambassadeur (Ammar).
Abdelhay Chouikha, après avoir quitté le PSD, a été l'un des fondateurs du Mouvement des démocrates socialistes.

## Conseils scientifiques
| Année | %     | Rang | Sièges    |
| ----- | ----- | ---- | --------- |
| 2012  | 39,5  | 1er  | 191 / 484 |
| 2013  | 41,5  | 1er  | 228 / 549 |
| 2014  | 22,1  | 2e   | 114 / 516 |
| 2018  | 23,4  | 2e   | 127 / 542 |
| 2019  | 32    | 2e   | 171 / 534 |
| 2020  | 28,3  | 2e   | 156 / 551 |
| 2021  | 28,67 | 2e   | 157 / 551 |
| 2022  | 36    | 2e   | 191 / 527 |